# 2957 Tatsuo
2957 Tatsuo (1934 CB1) là một tiểu hành tinh vành đai chính được phát hiện ngày 5 tháng 2 năm 1934 bởi K. Reinmuth ở Heidelberg.